# حمله به تل السلطان
در ۲۶ مه ۲۰۲۴، نیروی هوایی اسرائیل به تل السلطان در غرب رفح حمله کرد و یک اردوگاه آوارگان را به آتش کشید. در این حمله بین ۴۵ تا ۵۰ فلسطینی کشته و بیش از ۲۰۰ نفر زخمی شدند. این مرگبارترین حادثه در حمله به رفح بود.
پیش از آن، بسیاری از پناهنده‌های فلسطینی به دلیل تخلیه مناطق دیگر نوار غزه به رفح فرار کرده بودند. زمانی که اسرائیل به رفح حمله کرد و دستور تخلیه شرق آن را صادر کرد، برخی از شهروندان به غرب آن از جمله تل السلطان در جستجوی امنیت فرار کردند. یک هفته قبل از بمباران، اسرائیل این محله را به عنوان «منطقه امن» تعیین کرده بود و اعلامیه‌هایی را منتشر کرده بود که از فلسطینیان خواسته بود به آنجا بروند. دو روز قبل از حمله، دیوان بین‌المللی دادگستری به اسرائیل دستور داد تا حمله رفح را متوقف کند، اما اسرائیل این دستور را به گونه‌ای دیگر تفسیر کرد و به عملیات خود ادامه داد.
اسرائیل مدعی شد که به مقر حماس در این منطقه حمله کرده و دو فرمانده ارشد را کشته و به‌طور تصادفی آتش را شروع کرده است. با این حال، هدف این حمله مورد مناقشه است زیرا جمعیت هلال احمر فلسطین اعلام کرد که اسرائیل مستقیماً اردوگاه خیمه‌ای «صلح کویت» را هدف قرار داده است. این حمله باعث شروع آتش در این اردوگاه شد و غیرنظامیان ساکن در آن به دام افتادند و سوختند.
عکس‌های این حمله به‌طور بین‌المللی پخش شد و آنها را "بعضی از بدترین"‌های جنگ خواندند. این حمله با محکومیت گسترده‌ای مواجه شد و برخی گروه‌ها آن را جنایت جنگی و قتل‌عام خواندند. این حمله در حال حاضر توسط نیروهای دفاعی اسرائیل در حال بررسی است. بنیامین نتانیاهو، نخست‌وزیر اسرائیل، گفته این حادثه را «اشتباهی غم‌انگیز» بوده است.

## تعیین به عنوان منطقه امن
بسیاری از منابع گزارش دادند که منطقه ای که اسرائیل به آن حمله کرد، قبلاً توسط اسرائیل به عنوان «منطقه امن» تعیین شده بود. NPR گزارش داد که اعلامیه‌های اسرائیلی که از غیرنظامیان خواسته بود به تل السلطان منتقل شوند، یک هفته قبل از بمباران پخش شده بود. شاهدانی که با خبرگزاری فرانسه صحبت می‌کردند تأیید کردند که آنها فقط بر اساس دستورالعمل‌های اعلامیه‌های ارتش اسرائیل به تل السلطان آمدند. عابد محمد العطار که خانواده‌اش بعداً در این حمله کشته شدند، گفت که نیروهای اسرائیلی به ساکنان گفته‌اند که این منطقه یک منطقه امن است.
جمعیت هلال احمر فلسطین (PRCS) اعلام کرد که این مکان توسط اسرائیل به عنوان «منطقه بشردوستانه» تعیین شده است و شامل مناطقی نمی‌شود که ارتش اسرائیل در اوایل ماه جاری دستور تخلیه آنها را صادر کرد.

## حمله
در شب ۲۶ مه، جنگنده‌های اسرائیلی اردوگاه تل السلطان را هدف قرار دادند. در انفجار اولیه چندین نفر کشته و زخمی شدند. یک شاهد گفته است که صدای انفجار را شنید، از خانه خود بیرون رفت و دود را در یکی از خیابان‌های اطراف دید. بازماندگان این حمله گفتند که این حمله «مردم را زنده زنده سوزاند» و یک بلوک کامل را ویران کرد. جمعیت هلال احمر فلسطین اعلام کرد غیرنظامیان در میان شعله‌های آتش گرفتار شده بودند. ویدئویی که توسط NBC News تأیید شده است، نشان می‌دهد که فلسطینی‌ها در چادرهایی که «شعله‌های آتش گرفته‌اند» و خدمه دفاع مدنی تلاش می‌کنند آتش را مهار کنند و مردم را نجات دهند. ویدئوهای دیگر اجساد سوخته، از جمله یک کودک سر بریده را به نمایش گذاشتند.
اسرائیل اعلام کرد که یک مجتمع حماس را هدف قرار داده و دو فرمانده ارشد حماس را به قتل رسانده است. جان کربی اظهار داشت که حماس کشته شدن این دو فرمانده را تأیید کرده است. با این حال، شاهدان در گفتگو با Mondoweiss و CNN گفتند که جسد هیچ ستیزه‌جویی در اردوگاه پیدا نشد.

## تلفات
وزارت بهداشت غزه (GHM) اعلام کرد که این حمله حداقل ۴۵ کشته برجای گذاشت. GHM گفت که در میان کشته شدگان حداقل ۱۲ زن، هشت کودک و سه سالخورده هستند. پزشکان بدون مرز گفتند که ده‌ها غیرنظامی زخمی شدند، که GHM در نهایت ۶۵ زخمی را تأیید کرد. بعداً تعداد مجروحان را به بیش از ۲۰۰ نفر رساند.

## پیامدها
دو روز پس از حمله، اردوگاه چادری دوباره توسط اسرائیل مورد حمله قرار گرفت. در آن زمان، اسرائیل دو بار به این شهر حمله کرده بود و حداقل ۲۹ نفر را کشته بودند. یک خانواده که ابتدا پس از حمله در اردوگاه ماندگار شد، با دو برادر زنده مانده به المواسی نقل مکان کردند. بیش از دو هفته پس از حمله، نتایج تحقیقات کامل ارتش اسرائیل علنی نشده بود. این حمله تا حدی به دانشجویان آمریکایی معترض در دانشگاه کلمبیا انگیزه داد تا اردوگاه سومی را در آخر هفته فارغ التحصیلان دانشگاه ایجاد کنند.
این حمله تحقیقات و تحلیل‌های مستقل متعددی را از سوی رسانه‌ها و تحلیلگران نظامی به دنبال داشت. اسرائیل نیز دربارهٔ این حادثه تحقیق کرد. تحلیل‌های دیگر مدعی بودند که اسرائیل عمداً غیرنظامیان را هدف قرار داده است.

## واکنش‌ها
حماس و جهاد اسلامی فلسطین این حمله را محکوم کردند و آن را یک قتل‌عام خواندند و از مردم فلسطین خواستند تا علیه اسرائیل «قیام و راهپیمایی کنند». سخنگوی ریاست تشکیلات خودگردان فلسطین این حادثه را محکوم کرد و آن را یک قتل‌عام خواند و خواستار مداخله شد. یکی از بازماندگان این حمله اظهار داشت: «آنها به ما گفتند که این منطقه امن است… اما اکنون جای امنی در غزه وجود ندارد. همه جا محل قتل‌عام است.» یک وکیل مرکز حقوق بشر فلسطین گفت که این حمله نشان می‌دهد که اسرائیل دستورات موقت دادگاه بین‌المللی دادگستری را نادیده می‌گیرد.
برخی از اسرائیلی‌ها این حمله را جشن گرفتند و آن را به جشن یهودی لاگ بعومر تشبیه کردند، که در آن آتش‌هایی به یاد خاخام قرن دوم برافروخته می‌شود. این قیاس توسط ینون ماگال، روزنامه‌نگار ارشد کانال ۱۴ اسرائیل انجام شد. این مقایسه توسط خواننده رپ راست افراطی یوآو الیاسی نیز انجام شد، که ویدیوهایی را در تلگرام در جشن حمله منتشر کرد و همچنین آن را به تعطیلات تشبیه کرد. برخی از کاربران شبکه‌های اجتماعی اسرائیلی نیز میم‌ها و جوک‌هایی را در مورد این حمله به اشتراک گذاشتند، در حالی که برخی دیگر این پست‌ها را محکوم کردند. نخست‌وزیر بنیامین نتانیاهو گفت که این حادثه یک «اشتباه غم‌انگیز» بود.
اسپانیا، ایرلند و نروژ این حمله را محکوم کردند و در بیانیه ای مشترک از اسرائیل خواستند که این حمله را متوقف کند.
در پی این حمله، چندین سازمان امدادی در این بخش از شهر مجبور به تعطیلی عملیات خود و انتقال آنها به سایر نقاط نوار غزه، از جمله بیمارستان صحرایی قدس که توسط جمعیت هلال احمر فلسطین اداره می‌شود، درمانگاهی تحت حمایت پزشکان بدون حاشیه‌ها و آشپزخانه‌ها توسط آشپزخانه مرکزی جهانی اداره می‌شود.